# Medal im. Michała Oczapowskiego
Medal im. Michała Oczapowskiego – polskie wyróżnienie przyznawane osobom i instytucjom, które w sposób wybitny przyczyniły się do rozwoju nauk rolniczych oraz stosowanych nauk biologicznych w Polsce
Medal im. Michała Oczapowskiego został ustanowiony w 1988 dla uczczenia pamięci prekursora nauk rolniczych, który stworzył jej podwaliny w Polsce. Do 2010 medal ten był najwyższym wyróżnieniem przyznawanym przez Wydział Nauk Rolniczych, Leśnych i Weterynaryjnych PAN osobom i instytucjom, które w sposób wybitny przyczyniły się do rozwoju nauk rolniczych w Polsce. Od 2011 jest najwyższym wyróżnieniem przyznawanym przez Wydział Nauk Biologicznych i Rolniczych PAN za wybitny wkład w rozwój nauk rolniczych i stosowanych nauk biologicznych osobie lub instytucji (uczelni, placówce naukowej, czasopismu naukowemu, z okazji jubileuszu). Obowiązuje regulamin przyznawania tego odznaczenia. Listy laureatów są publikowane na stronie internetowej PAN. Medalem tym wyróżniono m.in. profesorów Uniwersytetu Przyrodniczego w Poznaniu, naukowców z Japonii, Wydział Ogrodniczy SGGW w Warszawie.